# Tamara Ryan
Tamara Ryan (nacida el 19 de septiembre de 1986) es una actriz de voz estadounidense que presta su voz para versiones en inglés de series de anime y videojuegos japoneses. Es conocida por sus papeles de anime como Falan de Magi: Adventure of Sinbad, Rose de Gundam Build Divers, Chianti de Case Closed Episode One: The Great Detective Turned Small y Dorothea de Sirius the Jaeger. 

## Biografía
Está asociada con [[Bang Zoom! Entertainment].

## Filmografía
| Year | Title                                                     | Role                       | Notes          | Source               |
| ---- | --------------------------------------------------------- | -------------------------- | -------------- | -------------------- |
| 2015 | Dragon Ball Super                                         | Vados                      | Bang Zoom! dub | [ 7 ]                |
| 2016 | Case Closed                                               | Chianti, Mrs. Sewa         |                | [ 8 ]                |
| 2016 | Magi: Adventure of Sinbad                                 | Falan, Merchant Girl       |                | [ 9 ] [ 10 ]         |
| 2017 | Dragon Ball Super                                         | Android 18, Vados          | Bang Zoom! dub | [ 11 ] [ 12 ]        |
| 2018 | Gundam Build Divers                                       | Rose                       |                | [ 13 ] [ 14 ] [ 15 ] |
| 2018 | Sword Art Online Alternative Gun Gale Online              | Drill Sergeant, Instructor | TV series      | [ 16 ] [ 17 ]        |
| 2018 | Sirius the Jaeger                                         | Dorothea                   |                | [ 18 ] [ 19 ] [ 20 ] |
| 2020 | Ishida & Asakura                                          | Lady                       |                | [ 21 ] [ 22 ] [ 23 ] |
| 2020 | Case Closed Episode One: The Great Detective Turned Small | Chianti, Mrs. Sewa         | TV series      | [ 24 ]               |

### Animación
| Year | Title                                        | Role(s)                                                                                 | Notes             |
| ---- | -------------------------------------------- | --------------------------------------------------------------------------------------- | ----------------- |
| 2001 | Man and Cat                                  | Little Boy                                                                              | Voice             |
| 2015 | A Cautionary Tale                            | Little Red                                                                              | Voice             |
| 2016 | Monsters Dot Com                             | Monster                                                                                 |                   |
| 2017 | Destiny 2: Nerf Osiris                       | Brandy                                                                                  |                   |
| 2017 | Zoolaplex                                    | Grandma                                                                                 | Additional voices |
| 2017 | For Honor: DLC Invasion                      | Peacekeeper                                                                             |                   |
| 2017 | Breath of the Wild: Link and Sidon           | Hylian                                                                                  |                   |
| 2018 | The Purge: Worst Wedding Ever                | Tina, Tina's Mother, Wedding Guest                                                      | Additional voices |
| 2019 | Cuphead: Party Panic                         | Sally Stageplay                                                                         |                   |
| 2019 | Accidental Fairy                             | Fairies                                                                                 |                   |
| 2019 | Rayman's Phantom Limb Freakout               | Holly Luya                                                                              |                   |
| 2021 | Secret History of Among Us                   | Pink                                                                                    |                   |
| 2022 | Mashed                                       | Sally Stageplay                                                                         |                   |
| 2023 | Sonic vs Rule 34 Collection (Volume 2)       | Sonic's Mom                                                                             |                   |
| 2023 | Among Us & Cuphead (Secret History Volume 4) | Pink                                                                                    |                   |
| 2024 | Tayo the Little Bus                          | Hana, Jeesie, Bong Bong, Rubby, Alice, Dragon Head 1, Kinder, Narrator, Various, Towing | Additional voices |

### Película
| Año  | Título                                | Role          | Notas             | Fuente |
| ---- | ------------------------------------- | ------------- | ----------------- | ------ |
| 2015 | ¡Ama vivir! La película School Idol   | Chica         | Voces adicionales | [ 25 ] |
| 2016 | Asura: La ciudad de la locura         | Cha Seung-min | doblaje en inglés |        |
| 2016 | Caso cerrado: La pesadilla más oscura | Chianti       | doblaje en inglés |        |

### Juegos de vídeo
| Year | Title                                                      | Role                                              | Notes                       | Source |
| ---- | ---------------------------------------------------------- | ------------------------------------------------- | --------------------------- | ------ |
| 2008 | Vacant Sky Vol. I: Contention                              | Meraiden Altaya                                   |                             |        |
| 2010 | Heroes of Newerth                                          | High School Sweetheart, EXO Monarch, Punk Ravenor |                             |        |
| 2013 | Folk Tale                                                  | Willow / Crying Villager                          |                             |        |
| 2013 | Payday 2                                                   | Biker Enemy                                       |                             |        |
| 2014 | Starpoint Gemini 2                                         | Tiana T / Nova Rogers                             | PC                          |        |
| 2014 | Fates Forever                                              | Announcer                                         |                             |        |
| 2014 | Smite                                                      | Tiamat                                            | PlayStation 4, Xbox One     |        |
| 2015 | The Red Solstice                                           | Nyx                                               | PC                          |        |
| 2015 | StormBorn: War of Legends                                  | Althea, Female Wizard, Female Warrior             |                             |        |
| 2015 | Ark: Survival Evolved                                      | Female Player Character                           |                             |        |
| 2015 | Solarix                                                    | Betty                                             |                             |        |
| 2016 | The Fifth Expedition                                       | Female Advisor, Female 3, Female 4                |                             |        |
| 2016 | MechRunner                                                 | Allison                                           |                             |        |
| 2016 | Savage: Resurrection                                       | Beast Commander                                   |                             |        |
| 2016 | Shadowverse                                                | Vira, Alexandrite Demon, Euryale                  | English version             |        |
| 2017 | Atelier Firis: The Alchemist and the Mysterious Journey    | Nicola Mistlud, Nerke, Inn Keeper                 | English version             | [ 26 ] |
| 2017 | Shiness: The Lightning Kingdom                             | Chado, Mingane                                    |                             |        |
| 2017 | ARK: Aberration                                            | Female Player Character                           |                             |        |
| 2017 | Mafia City                                                 | Layla                                             |                             |        |
| 2017 | Battle of Heroes                                           | Azura, Fox Spirit, Aiko                           |                             |        |
| 2017 | Raw Data                                                   | Angel, Female Player Character, Adam              |                             |        |
| 2017 | A Tale of Two Kingdoms: Deluxe Edition                     | Kreiche                                           |                             |        |
| 2017 | Nelo                                                       | Charlie Squad Private 3                           |                             |        |
| 2017 | Danse Macabre: A Lover's Pledge Collector's Edition        | Andrea Belmont                                    |                             |        |
| 2017 | Phantasmat: Curse of the Mist Collector's Edition          | Jane Forester                                     |                             |        |
| 2018 | Myths of the World: Love Beyond Collector's Edition        | Lorelei                                           |                             |        |
| 2018 | Stellaris: Distant Stars                                   | Female Character                                  |                             |        |
| 2018 | Frequency Missing                                          | Stephanie                                         | PC                          |        |
| 2018 | The Slater                                                 | Party ladies / Club Dancing Girl / Stripper       |                             |        |
| 2018 | Heroes of Hammerwatch                                      | Female Classes                                    |                             |        |
| 2018 | Creepy Road                                                | Angelina / Selfie Stick Girl                      | PlayStation 4               |        |
| 2018 | ARK: Extinction                                            | Female Player Character                           |                             |        |
| 2018 | Evil Nun : The Horror's Creed                              | Sister Madeline                                   |                             |        |
| 2018 | Myths of the World: Fire from the Deep Collector's Edition | Princess Hina, Fire                               |                             |        |
| 2018 | Door Kickers: Action Squad                                 | Shield                                            |                             |        |
| 2019 | Tether                                                     | Lesleigh, Peter                                   |                             |        |
| 2019 | Slay the Spire                                             | Female Characters                                 | additional voices           |        |
| 2019 | AFK Arena                                                  | Witch / Wizards                                   | Various                     |        |
| 2019 | Eastshade                                                  | Aysun / Belinda / Owl Sister (voice)              | PlayStation 4, PC           |        |
| 2019 | Phantasmat: Remains Of Buried Memories                     | Amelia                                            |                             |        |
| 2019 | God's Trigger                                              | Judy                                              | PlayStation 4               |        |
| 2019 | Bannermen                                                  | Vanya                                             |                             |        |
| 2019 | Thea 2: The Shattering                                     | Various characters                                | additional voices           |        |
| 2019 | Age of Wonders: Planetfall                                 | A.V.I.A, Van guard                                | PlayStation 4, Xbox One, PC |        |
| 2019 | Memoirs of Murder: Behind the Scenes Collector's Edition   | Mary Fletcher, Daughter                           |                             |        |
| 2019 | Pokémon Masters EX                                         | Professor Bellis                                  | English version, Tweet      | [ 27 ] |
| 2020 | Popup Dungeon                                              | Thornette, Enola, Witch                           | PC                          |        |
| 2020 | Into the Radius VR                                         | Katya                                             |                             |        |
| 2020 | Shadow Fight 4: Arena                                      | Widow                                             |                             |        |
| 2020 | Saint Kotar: The Yellow Mask                               | Lucija                                            | PC                          |        |
| 2020 | Dunk Lords                                                 | Gwen                                              |                             | [ 28 ] |
| 2020 | Remothered: Broken Porcelain                               | Andrea Massino                                    | PlayStation 4               | [ 29 ] |
| 2020 | Ice Scream 3: Horror Neighborhood                          | Sister Madeline                                   |                             |        |
| 2020 | Granblue Fantasy Versus                                    | Vira                                              | PlayStation 4               | [ 28 ] |
| 2020 | Evil Nun 2 : Origins                                       | Sister Madeline, Children                         |                             |        |
| 2020 | Remothered Double Pack                                     | Andrea Massino                                    | PlayStation 4               |        |
| 2020 | Laxidaze                                                   | Yuki                                              |                             |        |
| 2021 | Fallen Legion Revenants                                    | Rayne, Kali, Evania, Burgundy                     | PlayStation 4               |        |
| 2021 | Cris Tales                                                 | Gladys, Dreena, Elizabeth, Firgara                | PlayStation 4, Tweet        |        |
| 2021 | Hotel Architect                                            | Receptionist                                      | additional voices           |        |
| 2021 | Legends of Keepers                                         | Dryad                                             |                             |        |
| 2021 | Ice Scream 6 Friends: Charlie                              | Sister Madeline                                   |                             |        |
| 2021 | Genshin Impact                                             | Echoing Conch                                     | PlayStation 5               | [ 30 ] |
| 2021 | Evil Nun Maze: Endless Escape                              | Sister Madeline                                   |                             |        |
| 2021 | Horror Brawl: Terror Battle Royale                         | Sister Madeline                                   | PC                          |        |
| 2022 | Figment 2: Creed Valley                                    | Singer                                            | Nintendo Switch             |        |
| 2022 | Dislyte                                                    | Xia / Sakura                                      |                             |        |
| 2022 | Granblue Fantasy Versus                                    | Vira                                              | PlayStation 4               |        |
| 2022 | Cosmonious High                                            | Fren                                              |                             |        |
| 2022 | Ice Scream 7 Friends: Lis                                  | Sister Madeline                                   |                             |        |
| 2022 | Tiny Tina's Wonderlands                                    | Imelda                                            | PlayStation 5               |        |
| 2023 | Path of the Midnight Sun                                   | Rya                                               | Nintendo Switch             |        |
| 2023 | Brixity                                                    | Brix                                              |                             |        |
| 2023 | Ready or Not                                               | Soldiers                                          | Various                     |        |
| 2023 | Evil Nun: The Broken Mask                                  | Sister Madeline                                   | PlayStation 4               |        |
| 2023 | Ice Scream 8: The Final Chapter                            | Sister Madeline                                   |                             |        |
| 2023 | Granblue Fantasy Versus: Rising                            | Vira                                              | PlayStation 5               | [ 28 ] |
| 2024 | Echo Wars - Road Rage                                      | Meghan                                            |                             |        |
| 2024 | No More Room in Hell 2                                     | King F                                            | PC                          |        |
| 2024 | Albatroz                                                   | Isla                                              | PlayStation 5               |        |
| 2024 | HeistGeist                                                 | Colonel Katarina Morova / Fay Morrigan            | Nintendo Switch             |        |
| 2024 | Ambulance Life A Paramedic Simulator                       | Guide                                             |                             |        |

## Premios y nominaciones
| Año  | Otorgar                                              | Categoría                                            | Título |
| ---- | ---------------------------------------------------- | ---------------------------------------------------- | ------ |
| 2022 | Premios de la Sociedad de Artes y Ciencias de la Voz | Personaje destacado de videojuego - Mejor voz en off | [ 31 ] |